# The Champeen
The Champeen er en amerikansk stumfilm fra 1923 af Robert F. McGowan.

## Medvirkende
- Jackie Condon som Jackie
- Mickey Daniels som Mickey
- Jack Davis som Jackie 'Tuffy'
- Ernie Morrison som Sammy
- Mary Kornman som Mary
- Allen Hoskins som Farina